# Aphyocharacidium
Aphyocharacidium är ett släkte av fiskar. Aphyocharacidium ingår i familjen Characidae.
Kladogram enligt Catalogue of Life:
| Aphyocharacidium | \| \| Aphyocharacidium bolivianum \| \| \| \| \| \| Aphyocharacidium melandetum \| \| \| \| |
|                  | \| \| Aphyocharacidium bolivianum \| \| \| \| \| \| Aphyocharacidium melandetum \| \| \| \| |
|                  | Aphyocharacidium bolivianum                                                                 |
|                  |                                                                                             |
|                  | Aphyocharacidium melandetum                                                                 |
|                  |                                                                                             |